# Благово (Московская область)
Благово — деревня в городском округе Кашира Московской области.
Находится в 11 км к юго-западу от окраин Каширы. Расположена на правом берегу Беспуты (по реке в этом месте проходит граница с Тульской областью). Северней Благово располагается деревня Лёдово.
Местный рельеф преимущественно равнинный.
Дорог с твёрдым покрытием нет. Имеются грунтовые подъездные дороги от автодороги М4 — Иваньково.
| 2002 | 2010 |
| ---- | ---- |
| 13   | ↘10  |

## История
Дата основания неизвестна. Во время Второй Мировой Войны находилась под наблюдением немецкой разведки. Неподалеку есть территории, подвергавшиеся бомбёжке.